# Transformers: Animated
Трансформеры: Анимейтед (англ. Transformers: Animated) — американо-японский мультипликационный телевизионный сериал, основанный на линии игрушек Трансформеры. Сериал дебютировал в США на Cartoon Network 26 декабря 2007 года, на NickToons в Великобритании — в марте 2008 года.

## История создания
Сериал спродюсирован Cartoon Network Studios и нарисован японскими анимационными студиями.
Первоначально были выпущены один 90-минутный фильм и 26 серий продолжительностью около 23 минут каждая, которые были показаны в течение двух сезонов. Телевизионный канал Jetix приступил к показу сериала 11 октября 2008 года.
Премьера 3-го сезона мультсериала (в который вошли ещё 13 серий) ознаменовалась показом часового эпизода (подобно премьере 1-го сезона сериала) и состоялась 14 марта 2009 года в США и Канаде. В России первый и второй сезоны сериала показывали по телеканалу Jetix (дубляж утерян, но сохранилось три серии из первого сезона, а также рекламный промо-ролик), а также на телеканале СТС; 3-й сезон по телевидению не транслировался, однако был выполнен перевод на русский язык в виде субтитров, а также в одноголосом переводе.
Планировался также выпуск 4-го сезона, но он так и не состоялся. Однако некоторые из задуманных сюжетных ходов — в частности, ввод Инсектиконов в качестве действующих лиц, появление анти-трансформерской группировки среди людей и восстание Гальватрона — впоследствии нашли своё воплощение в сериале «Transformers: Prime».
В основе мультсериала лежат перипетии очередного этапа борьбы автоботов и десептиконов. На этот раз она ведётся за обладание Оллспарком, — источником великой силы, способной вдохнуть жизнь в любой механизм.
Сюжет сериала перекликается с сюжетом художественного фильма «Трансформеры», но дизайн персонажей совершенно иной: в противоположность «насекомообразным» трансформерам Майкла Бэя.
Особенностью сериала стало также и то, что среди его действующих лиц присутствуют представители не только «Первого поколения», но и «Трилогии Юникрона», «Звериных Войн» и «Зверороботов».
В 2021 году на «TFNation» был зачитан сценарий первой серии четвёртого сезона, под названием «The Trial of Megatron». Зачитывали сценарий оригинальные актёры озвучки персонажей. Как было сказано на самом стриме, в будущем возможно подобные сливы информации повторяться. Возможно, в будущем 4 сезон все же выйдет, но когда именно — неизвестно.

## Концепция сюжета
Давным-давно, во время Великих войн, автоботам удалось завладеть Оллспарком. Чтобы он не попал в руки десептиконов, автоботы забросили его по космическому мосту в отдалённый сектор Галактики, где его никто не должен был найти. С тех пор прошло много веков, но десептиконы, хотя и потерпели поражение, не отказались от намерения заполучить величайшее сокровище Кибертрона…

### Вступление (серии 1—3)
Пятёрка автоботов-ремонтников (Оптимус Прайм, Бамблби, Рэтчет, Проул и Балкхед) нечаянно обнаруживает контейнер с Оллспарком, тем самым привлекая внимание десептиконов; между ними завязывается космическая битва, в результате которой и корабль автоботов, и лидер десептиконов Мегатрон получают серьёзные повреждения (впрочем, Мегатрон получает повреждение не в бою, а из-за взрыва мины, установленной ему на спину Старскримом в тот момент, когда он отправлялся штурмовать корабль автоботов). Все падают на поверхность планеты Земля. Корабль автоботов падает в озеро Эри рядом с Детройтом, а голову Мегатрона находит молодой изобретатель Айзек Самдэк.
Спустя 50 лет корпорация «Самдэк Системс» разрабатывает существо, являющееся синтезом органики и электроники, однако утрачивает над ним контроль; в результате супер-таракан стремительно разрастается до невероятных размеров и начинает разрушать город, поглощая и превращая в ткани собственного тела всё, что ему попадается. В попытках остановить его полиция Детройта взрывает монстра, который распадается на множество мелких фрагментов; один из них попадает в озеро и, доплыв до корабля автоботов, активирует сигнал предупреждения о постороннем на корабле. Сигнал пробуждает автоботов от стазисного сна, и они устремляются на поверхность для борьбы с кошмарным существом, по ходу действия спасая дочь Самдэка Сари.
Жители Детройта приветствуют автоботов как героев, спасших город. Сари, впечатлённая способностями автоботов, прокрадывается в кабину к Бамблби и попадает вместе с ним на корабль, находящийся на дне озера. Стараясь спрятать ёе от остальных автоботов, Бамблби оставляет её в комнате с Оллспарком, которая приходит во взаимодействие в карточкой-пропуском Сари, наделяя её своими свойствами. Через пару минут автоботы обнаруживают Сари и просят её использовать карточку для восстановления серьёзно раненого Проула. Процедура проходит успешно, и автоботы, принимая Сари как нового друга, соглашаются с её предложением использовать один из заброшенных складов её отца как свою новую базу. С этого момента автоботы помогают защищать Землю как от земных криминальных элементов, так и от вышедших на след Оллспарка десептиконов.
Во время схватки между Праймом и Старскримом Оптимус погибает, но Сари возвращает его к жизни с помощью ключа.
Под воздействием излучения энергии Оллспарка, исходящего от ключа Сари Самдэк, оживают земные механизмы, превращаясь в новых трансформеров (так появляются Диноботы и Саундвейв). Это же излучение пробуждает Мегатрона; он хитростью заставляет Айзека Самдэка восстановить своё тело и вновь начинает сражение за Великую Искру. Во время схватки между Праймом и Мегатроном контейнер с Оллспарком взрывается, и осколки разлетаются в разные стороны.

### Сезон 1 (серии 4—16)
- Ep 1-3: Transform and Roll out!
- Ep 4: Home Is Where The Spark Is
- Ep 5: Total Meltdown
- Ep 6: Blast From The Past
- Ep 7: Thrill Of The Hunting
- Ep 8: Nanosec
- Ep 9: Along Came a Spider
- Ep 10: Sound And Fury
- Ep 11: Lost And Found
- Ep 12: Survival Of The Fittest
- Ep 13: Headmaster
- Ep 14: Nature Calls
- Ep 15: Megatron Rising, Part One
- Ep 16: Megatron Rising, Part Two

### Сезон 2 (серии 17—29)
Команда Прайма помогает людям восстанавливать Детройт, почти полностью разрушенный в ходе сражения за Оллспарк. Отец Сари похищен Мегатроном, и автоботы берут девочку на своё попечение. Вновь прибывшие на Землю автоботы из Элитной Гвардии (Ультра Магнус, Джаз и Сентинел Прайм) узнают от Оптимуса об уничтожении Оллспарка. Ультра Магнус приказывает автоботам возвращаться на Кибертрон, но после поимки Старскрима с осколком Искры изменяет своё решение. Команда Прайма остаётся на Земле для поиска других фрагментов Оллспарка. Тем временем десептиконы строят космический мост на Кибертрон для его захвата. В конце сезона, в битве у космомоста, Мегатрон, Старскрим и несколько автоботов были потеряны в портале. Сари узнаёт, что она — вовсе не дочь Самдэка, а техноорганическое существо, созданное с помощью ДНК и технологии протоформы.
- Ep 17: The Elite Guard
- Ep 18: Return of Headmaster
- Ep 19: Mission Accomplished
- Ep 20: Garbage In, Garbage Out
- Ep 21: Velocity
- Ep 22: Rise Of The Constructicons
- Ep 23: A Fistful Of Energon

- Ep 24: S.U.V — Society of Ultimate Villainy
- Ep 25: Autoboot Camp
- Ep 26: Black Friday
- Ep 27: Sari, No One’s Home
- Ep 28: A Bridge Too Close, Part One
- Ep 29: A Bridge Too Close, Part Two

### Сезон 3 (серии 30—42)
Разгорается война между десептиконами и автоботами, в которой с обеих сторон принимают участие много новых, ранее не появлявшихся в сериале персонажей (Хот Шот, Ред Алерт, Броун, Родимус Прайм и другие). Мегатрон и Скандалист захватывают Омега Суприма и возвращаются на Землю. Также на землю прибывают Восп, мечтающий отомстить Бамблби, и Шоквейв, укравший молот Ультра Магнуса.
Сентинел Прайм ловит Лагната, Блицвинга, Сансторма, Рэмджета и Свиндла, но Лагнат сбегает и находит Мегатрона со Скандалистом и Омега Супримом, Свиндл улетает на украденном корабле с боеприпасами в неизвестном направлении, а Блицвинга, Рэмджета и Сансторма сажают в кибертронскую тюрьму. Шоквейв заставляет Арси дать им коды активации Омега Суприма, и в результате появляются три клона Омега. В последней битве между автоботами и десептиконами гибнут Проул и Старскрим, остальные десептиконы захвачены в плен. Оптимус и автоботы возвращаются на Кибертрон героями.
- Ep 30: TransWarped — Part 1, 2, 3
- Ep 33: Three’s a crowd
- Ep 34: Where is thy sting?
- Ep 35: Five servos of doom
- Ep 36: Predacons Rising
- Ep 37: Human Error, Part One
- Ep 38: Human Error, Part Two
- Ep 39: Decepticon Air
- Ep 40: That’s why I hate machines
- Ep 41: Endgame Part 1
- Ep 42: Endgame Part 2

## Видеоигры
В 2008 году «Activision» выпускает видеоигру «Transformers: Animated - The Game», сделанную по мотивам мультсериала Transformers Animated.

## Заметки
1. ↑  Руководящий продюсер